# Droga międzynarodowa M09 (Ukraina)
Droga międzynarodowa M09 (ukr. Автошлях М 09) − droga na Ukrainie znaczenia międzynarodowego (ukr. автомобільний шлях міжнародного значення) w ciągu trasy europejskiej E372. Umożliwia dojazd z Zamościa przez Lwów do Tarnopola. Jest drogą jednojezdniową. Dawniej droga była oznakowana jako A256.

## Ważniejsze miejscowości leżące na trasie M09
- Lwów (M06)
- Złoczów
- Zborów (nieco obok drogi)
- Żółkiew (T1415, T0305)
- Rawa Ruska (T1417)

## Literatura
- Ch. Horobeć. Widremontujut' najhirszu dorohu. „Hołos Ukrajiny”. 178 (6432) (20 września 2016), s. 9. (ukr.)
- „Uriadowyj kurjer.” 159 (6028) (29 sierpnia 2017), s. 46—49. (ukr.)